# Christian Harrison
Christian Harrison (* 29. května 1994 Shreveport, Louisiana) je americký profesionální tenista. Ve své dosavadní kariéře na okruhu ATP Tour vyhrál dva deblové turnaje. Na challengerech ATP a okruhu ITF získal pět titulů ve dvouhře a deset ve čtyřhře.
Na žebříčku ATP byl ve dvouhře nejvýše klasifikován v červenci 2018 na 198. místě a ve čtyřhře v březnu 2025 na 42. místě. Trénuje ho otec Pat Harrison. Připravoval se v bradentonské IMG Academy.
Starší bratr Ryan Harrison je také profesionální tenista.

## Tenisová kariéra

### Zdravotní komplikace
Na tenisových okruzích nehrál od května 2009 do listopadu 2010 a opět dva roky od
srpna 2013. Důvodem se staly vleklé zdravotní potíže. Opakovaně podstoupil chirurgické výkony na levé stehenní kosti (2009), levém zápěstí (2011), pravé kyčli (2013), levé kyčli (2014), pravém ramenu (2014), pravém zápěstí (2014) a pravých a levých přitahovačích (2014). Během roku 2013 prodělal infekční mononukleózu a téměř dva roky se na levé dolní končetině potýkal s Brodieho abscesem, tzv. subakutní osteomyelitidou.

### Profesionální kariéra
V rámci hlavních soutěží událostí okruhu ITF debutoval v lednu 2011, když na turnaji ve floridském Plantation prošel kvalifikací. Ve druhém kole podlehl Britovi Danieli Smethurstovi. Premiérový singlový titul v této úrovni vybojoval v únoru 2013, když ve finále sheffieldského turnaje porazil britského hráče Edwarda Corrieho. Na challengerech ATP se poprvé objevil v březnu 2011 během deblové soutěže ve floridské Sarasote. Po boku bratra Ryana Harrisona byli vyřazeni ve druhém kole.

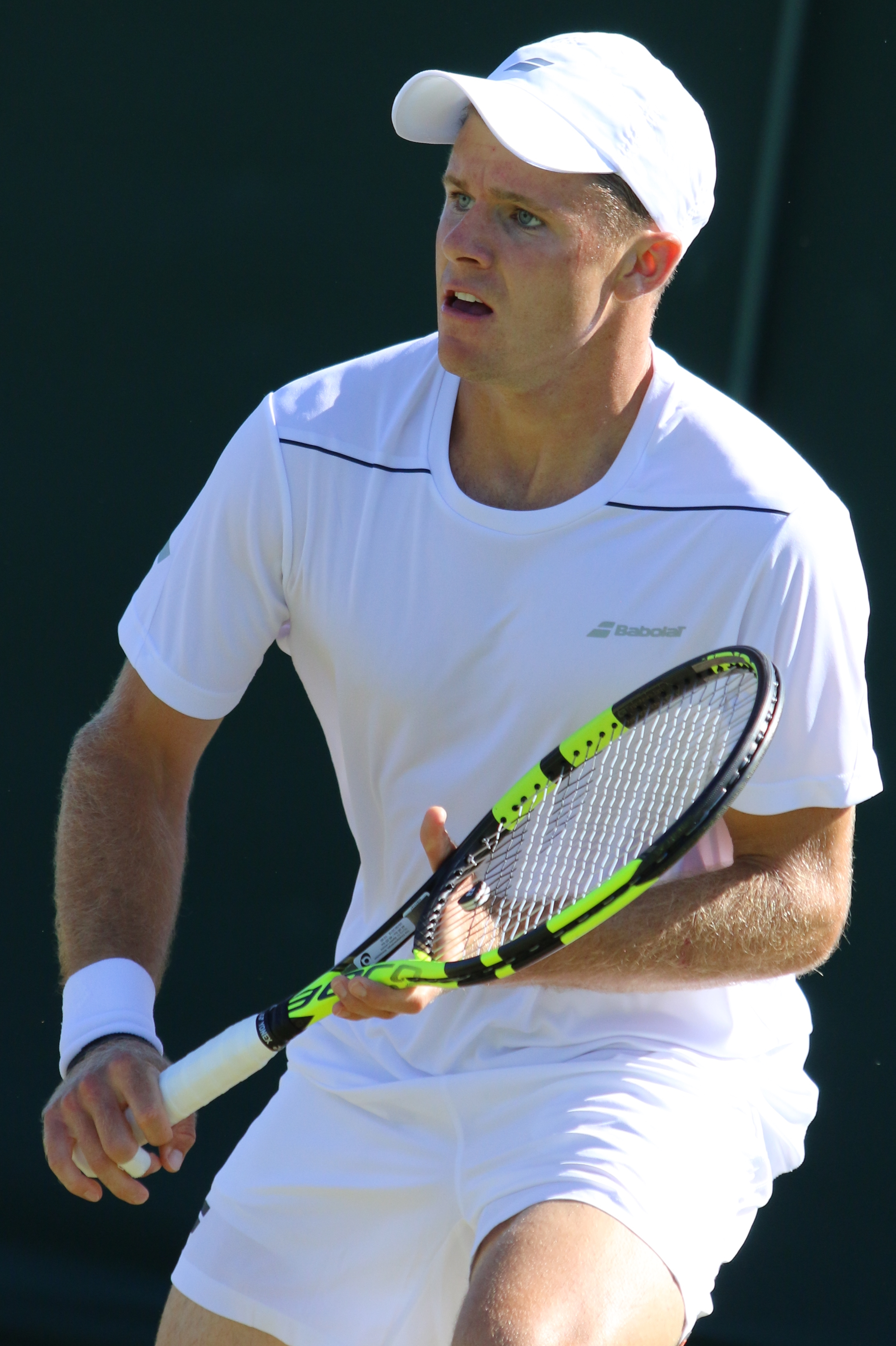
V kvalifikaci Wimbledonu 2018

Ve dvouhře okruhu ATP World Tour debutoval v hlavní soutěži na atlantském BB&T Atlanta Open 2013, kam obdržel divokou kartu. Na úvod vyřadil Kolumbijce Alejandra Fallu a skončil ve druhé fázi poté, co nestačil na nejvýše nasazeného krajana a pozdějšího vítěze Johna Isnera. Premiérový finálový duel na challengerech si zahrál v německém Fürthu v červnu 2013. Spolu s Michaelem Venusem odešli poraženi z finále čtyřhry od australského páru Rameez Junaid a Colin Ebelthite.
Debut v hlavní soutěži nejvyšší grandslamové kategorie zaznamenal v mužském singlu US Open 2016. Jednalo se o jeho druhou účast na okruhu ATP Tour a druhou grandslamovou, když v kvalifikaci vypadl již na US Open 2012. Během newyorského kvalifikačního turnaje 2016 dokázal třikrát zvrátit nepříznivý vývoj setů 0–1, aby následně prošel do hlavní soutěže. V úvodním kole však Francouzi Paulu-Henrimu Mathieuovi odebral jen tři gamy.
První titul na okruhu ATP Tour vybojoval v únorové čtyřhře Dallas Open 2025, hrané v úrovni ATP 500, po boku krajana Evana Kinga. Soutěž odehráli po průchodu dvoukolovou kvalifikací. Ve finále pak zdolali Urugayce Ariela Behara s Američanem Robertem Gallowayem ziskem obou tiebreaků. Spolupráci navázali na saopaulském challengeru v listopadu 2024. Na túře ATP se jako pár představili podruhé, po účasti na Open Occitanie 2025 v předchozím týdnu. Navazující týden se probojovali opět do finále, na floridském Delray Beach Open 2025. Z něho však odešli poraženi od srbsko-amerického páru Miomir Kecmanović a Brandon Nakashima. Soupeři rozhodli o výhře až v supertiebreaku. Po skončení figuroval 17. února 2025 na novém žebříčkovém maximu ve čtyřhře, 54. místě.

## Finále na okruhu ATP Tour

### Čtyřhra: 5 (2–3)
| Legenda                   |
| ------------------------- |
| Grand Slam (0)            |
| Turnaj mistrů (0)         |
| ATP Tour Masters 1000 (0) |
| ATP Tour 500 (–0)         |
| ATP Tour 250 (0–3)        |

| Stav      | č. | datum       | turnaj                      | kategorie | povrch    | spoluhráč     | soupeři ve finále                   | výsledek                   |
| --------- | -- | ----------- | --------------------------- | --------- | --------- | ------------- | ----------------------------------- | -------------------------- |
| Finalista | 1. | březen 2021 | Delray Beach, Spojené státy | ATP 250   | tvrdý     | Ryan Harrison | Ariel Behar Gonzalo Escobar         | 7–6(7–5), 6–7(4–7), [4–10] |
| Finalista | 2. | leden 2025  | Auckland, Nový Zéland       | ATP 250   | tvrdý     | Rajeev Ram    | Nikola Mektić Michael Venus         | bez boje                   |
| Vítěz     | 1. | únor 2025   | Dallas, Spojené státy       | ATP 500   | tvrdý (h) | Evan King     | Ariel Behar Robert Galloway         | 7–6(7–4), 7–6(7–4)         |
| Finalista | 3. | únor 2025   | Delray Beach, Spojené státy | ATP 250   | tvrdý     | Evan King     | Miomir Kecmanović Brandon Nakashima | 6–7(3–7), 6–1, [3–10]      |
| Vítěz     | 2. | březen 2025 | Acapulco, Mexiko            | ATP 500   | tvrdý     | Evan King     | Sadio Doumbia Fabien Reboul         | 6–4, 6–0                   |

## Finále na challengerech ATP a okruhu Futures
| Legenda                   |
| ------------------------- |
| Challengery (0–2 D; 10 Č) |
| ITF (5–3 D)               |

### Dvouhra: 10 (5–5)
| Stav      | č. | datum           | turnaj                        | okruh             | povrch | soupeř ve finále | výsledek           |
| --------- | -- | --------------- | ----------------------------- | ----------------- | ------ | ---------------- | ------------------ |
| Finalista | 1. | 26. ledna 2013  | Preston, Spojené království   | Futures           | tvrdý  | Edward Corrie    | 6–2, 3–6, 5–7      |
| Vítěz     | 1. | 2. února 2013   | Sheffield, Spojené království | Futures           | tvrdý  | Edward Corrie    | 6–4, 2–6, 7–6(7–5) |
| Finalista | 2. | 19. května 2013 | Tampa, Spojené státy          | Futures           | antuka | Austin Krajicek  | bez boje           |
| Vítěz     | 2. | 13. srpna 2016  | Champaign, Spojené státy      | Futures           | tvrdý  | Rhyne Williams   | 6–7(2–7), 6–3, 6–4 |
| Vítěz     | 3. | červenec 2017   | Tulsa, Spojené státy          | Futures           | tvrdý  | Tommy Paul       | 3–6, 6–2, 6–1      |
| Vítěz     | 4. | červenec 2017   | Wichita, Spojené státy        | Futures           | tvrdý  | Michael Mmoh     | 1–6, 6–2, 7–5      |
| Finalista | 1. | květen 2018     | Savannah, Spojené státy       | Challenger        | antuka | Hugo Dellien     | 1–6, 6–1, 4–6      |
| Finalista | 3. | únor 2021       | Naples, Spojené státy         | World Tennis Tour | antuka | Clement Tabur    | 1–6, 6–1, 3–6      |
| Vítěz     | 5. | únor 2021       | Naples, Spojené státy         | World Tennis Tour | antuka | Corentin Denolly | 6–4, 6–2           |
| Finalista | 2. | duben 2022      | Savannah, Spojené státy       | Challenger        | antuka | Jack Sock        | 4–6, 1–6           |

### Čtyřhra (10 titulů)
| Č.  | datum         | turnaj                     | okruh      | povrch    | spoluhráč         | poražení finalisté                         | výsledek                   |
| --- | ------------- | -------------------------- | ---------- | --------- | ----------------- | ------------------------------------------ | -------------------------- |
| 1.  | červen 2021   | Orlando, Spojené státy     | Challenger | tvrdý     | Peter Polansky    | JC Aragone Nicolás Barrientos              | 6–2, 6–3                   |
| 2.  | červenec 2021 | Cary, Spojené státy        | Challenger | tvrdý     | Dennis Novikov    | Petros Chrysochos Michail Pervolarakis     | 6–3, 6–3                   |
| 3.  | duben 2022    | Tallahassee, Spojené státy | Challenger | antuka    | Gijs Brouwer      | Diego Hidalgo Cristian Rodríguez           | 4–6, 7–5, [10–6]           |
| 4.  | květen 2022   | Little Rock, Spojené státy | Challenger | tvrdý     | Andrew Harris     | Robert Galloway Max Schnur                 | 6–3, 6–4                   |
| 5.  | únor 2023     | Tenerife, Španělsko        | Challenger | tvrdý     | Šintaró Močizuki  | Francesco Passaro Matteo Gigante           | 6–4, 6–3                   |
| 6.  | únor 2023     | Tenerife, Španělsko        | Challenger | tvrdý     | Andrew Harris     | Luke Johnson Sem Verbeek                   | 7–6(8–6), 6–7(4–7), [10–8] |
| 7.  | červenec 2023 | Granby, Kanada             | Challenger | tvrdý     | Miķelis Lībietis  | Tristan Schoolkate Adam Walton             | 6–4, 6–3                   |
| 8.  | únor 2024     | Pau, Francie               | Challenger | tvrdý (h) | Brandon Nakashima | Romain Arneodo Sam Weissborn               | 7–6(7–5), 6–4              |
| 9.  | únor 2024     | Lille, Francie             | Challenger | tvrdý (h) | Marcus Willis     | Titouan Droguet Giovanni Mpetshi Perricard | 7–6(8–6), 6–3              |
| 10. | duben 2024    | Savannah, Spojené státy    | Challenger | antuka    | Marcus Willis     | Simon Freund Johannes Ingildsen            | 6–3, 6–3                   |